# Leptothrips heliomanes
Leptothrips heliomanes är en insektsart som beskrevs av Ian A. Hood 1927. Leptothrips heliomanes ingår i släktet Leptothrips och familjen rörtripsar. Inga underarter finns listade i Catalogue of Life.